# إديت شتاين
إديت شتاين (بالألمانية: Edith Stein)، تعرف كذلك باسم القديسة بنديكتا تيريزا للصليب (ولدت 12 تشرين الأول 1891 – 9 آب 1942)، كانت فيلسوفة وراهبة كاثوليكية يهودية الأصل، تعتبرها الكنيسة الكاثوليكية شهيدة وقديسة.

## سيرتها
ولدت إديت شتاين لعائلة يهودية ملحدة، غير أنها اعتنقت المسيحية في شبابها.
حازت على شهادة الدكتوراه في الفلسفة من جامعة غوتنغن بألمانيا في أطروحة تحت إشراف إدموند هوسرل وعملت في جامعة فرايبورغ بجانب مارتن هايدغر. رفض هوسرل شهادة تأهيلها للاستاذية عدة مرات كونها امرأة غير انها استمرت في عملها كمساعدة له.
كانت لشتاين علاقة سابقة بالكاثوليكية غير أنها قررت بعد قراءتها لسيرة القديسة الإسبانية تيريزا الأفيلية اعتناق المسيحية في صيف 1921 وتركت عملها كفيلسوف، وعمدت في 1 كانون الثاني 1922. وبالرغم من رغبتها بالترهب، حثها مرشدها الروحي رئيس الأساقفة رافايل فالتزر إلى العمل كمدرسة ومشجعة لتعليم النساء. فأعطت دروسا في مدرسة للراهبات الدومنيكيات في شباير بجنوب ألمانيا بين سنتي 1923 و1931، وفي نفس الوقت درست الفلسفة الكاثوليكية وترجمت كتاب توما الأكويني حول الحقيقة إلى الألمانية وحاولت الربط بين الفينومينولوجيا والتوماوية. وفي سنة 1932 عينت كمحاضرة في مؤسسة التربية في مونستر. غير أن السياسات المعادية للسامية التي اتبعتها الحكومة الألمانية النازية بقيادة أدولف هتلر أدت لفصلها. فأرسلت برقية إلى البابا بيوس الحادي عشر تدعوه فيها إلى شجب النازية. لم يرد البابا على رسالة شتاين غير أنه لاحقا أصدر منشورا بابويا بالألمانية بعنوان بقلق محرق ينتقد فيه ألمانيا بسبب خرقها لمعاهدتها مع الكنيسة الكاثوليكية وسياستها المعادية لليهود.
انضمت شتاين للراهبات الكرمليات الحافيات في كولن سنة 1933 واتخذت اسم تيريزا بندكتا للصليب. ونتيجة لتزايد الخطر النازي عليها انتقلت إلى الدير الكرملي بإخت بهولندا.
نشر تجمع الأساقفة الهولنديين منشورا يشجب فيه النازية علنا سنة 1942 وكنتيجة لذلك قررت السلطات النازية اعتقال جميع اليهود المتنصرين ومن ضمنهم إديت شتاين واختها روزا التي كانت قد تحولت للمسيحية كذلك في 26 تموز 1942 ويعتقد أنهما أعدمتا في غرف الغاز في معسكر أوشفيتز بيركينو في 9 آب 1942.

## التطويب والتقديس
أعلن البابا يوحنا بولس الثاني تطويب إديت شتاين في كولن في 1 أيار 1987 كشهيدة. في 11 تشرين الأول 1998 عزي إليها شفاء فتاة تدعى تيريزا بنديكتا مكارثي التابعة للكنيسة الرومانية الكاثوليكية «بطريقة إعجازية». ونتيجة لذلك تم إعلانها قديسة في الفاتيكان.
قوبل تقديسها بانتقاد من عدة منظمات يهودية على رأسها رابطة مكافحة التشهير لما رأوه بأنها أعدمت لكونها يهودية وليس بسبب كونها مسيحية، في حين تؤكد الكنيسة الكاثوليكية أنها أعدمت كنتيجة مباشرة للموقف الأخلاقي للكنيسة الكاثوليكية الهولندية المعادي للنازية ما يجعلها «شهيدة مسيحية».

## معرض صور

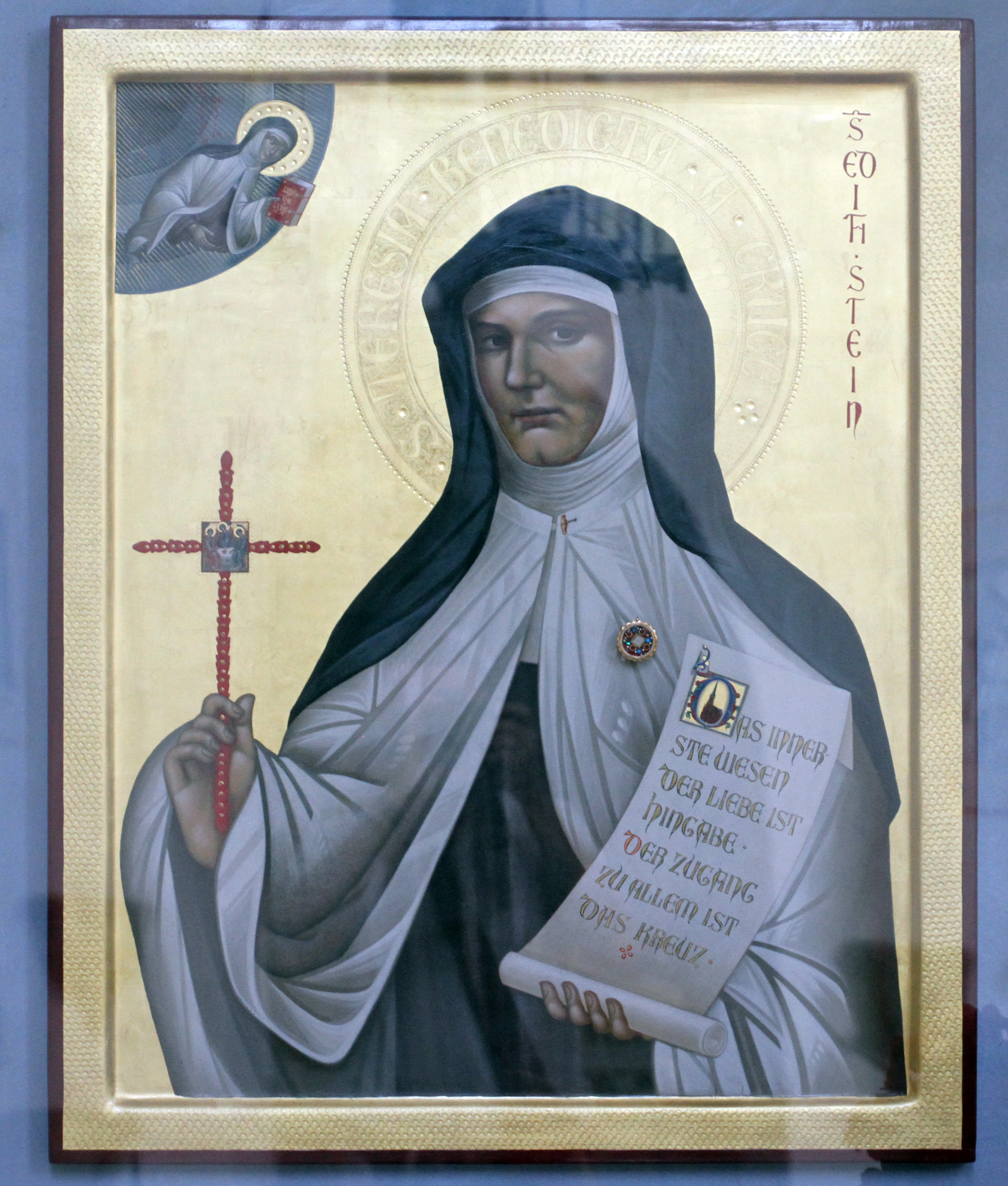
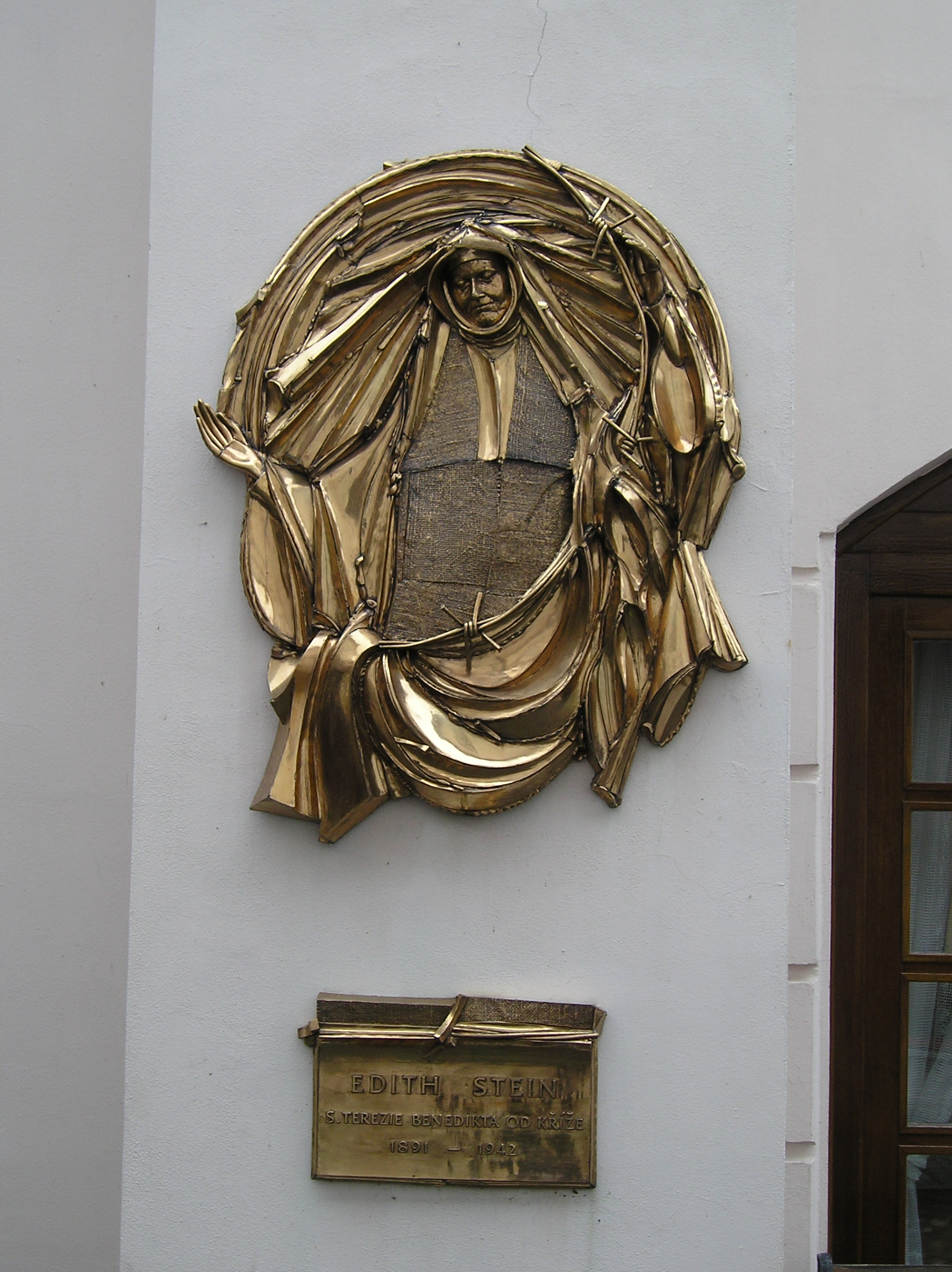
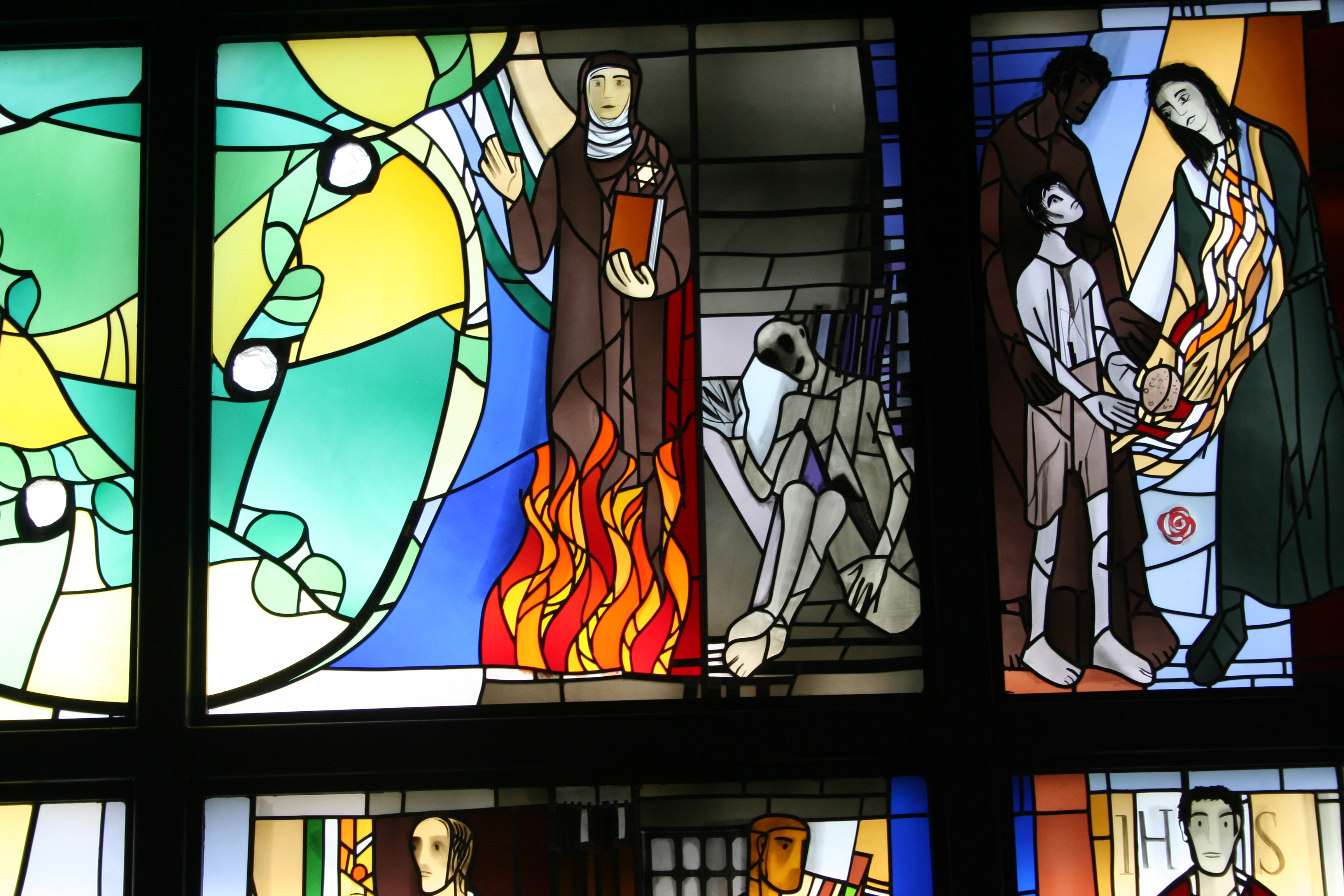
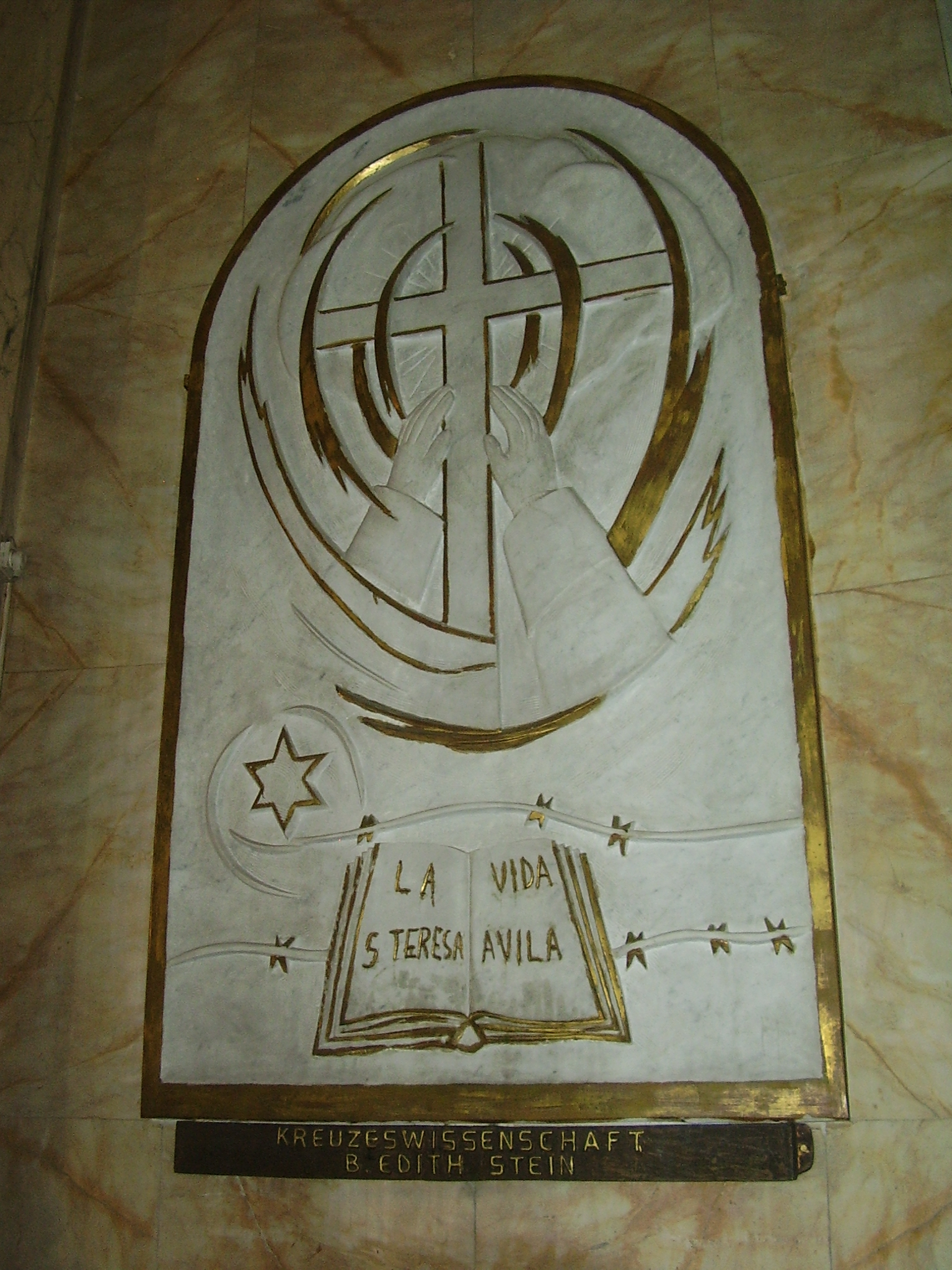
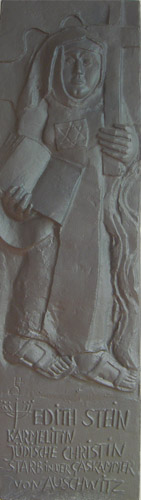

## مواقع خارجية
- إديت شتاين على موقع الموسوعة البريطانية (الإنجليزية)
- إديت شتاين على موقع مونزينجر (الألمانية)
- إديت شتاين على موقع ميوزك برينز (الإنجليزية)
- Biography on the Vatican's website